# Патнэм, Израэль
Израэль Патнэм (англ. Israel Putnam; 7 января 1718 — 29 мая 1790) — американский армейский генерал, отличился в битве при Банкер-Хилле (1775) войны за независимость США (1775—1783). Ранее он прославился, сражаясь в отряде Рейнджеров Роджерса во время войны с французами и индейцами, когда попал в плен к индейцам-мохокам, и едва избежал ритуального сожжения. В 1775 году он стал одним из первых четырёх генерал-майоров Континентальной армии. Рассказы о храбрости Патнама широко разошлись по колониям и стали частью американского фольклора.

## Ранние годы жизни
Патнэм родился в деревне Салем (ныне Данверс, штат Массачусетс, США) в зажиточной крестьянской семье. Его родители — Иосиф и Элизабет Патнэм.
В 1740 году он переехал на запад в город Мортлейк. Земля в тех местах была намного дешевле и молодым людям было проще её купить. Одна из легенд гласит, что в молодости Патнэм убил последнего волка в штате Коннектикут.

## Военная карьера
Патнэм принял участие во франко-индейской войне в качестве рейнджера роджерса, а затем привел аналогичные компании рейджеров из Коннектикута. 8 августа 1758 Патнэм был захвачен в плен индейцами. В последний момент от ритуального сожжения его спас французский офицер.
В 1759 году Патнэм повел свой полк на форт «Тикондерога». В 1760 в составе британской армии двинулся на Монреаль. В 1762 во время британской экспедиции против Кубы, вследствие которой была захвачена Гавана, Патнэм попал в кораблекрушение.

## Американская революция

### Битва приБанкер-Хилле
Патнэм являлся в битве при Банкер-Хилле, как в её планировании, так и на поле боя. Во время этой битвы Патнэм сказал своим войскам: «Не стреляйте, пока не увидите белки их глаз.»

### Лонг-Айленд
После Банкер-Хилла Патнэм временно был назначен на должность командира американских сил в Нью-Йорке. Битва при Банкер-Хилле считается самой успешной операцией Патнэма, затем в его карьере наступил спад. В августе 1776 года ему пришлось отступить в битве при Лонг-Айленде.
Патнэм разъезжал верхом во главе своих массачусетских воинов в одной рубашке, с рваной гражданской шляпой на голове .

## Смерть
В декабре 1779 года, вследствие парализующего инсульта, Патнэм был вынужден закончить военную службу. Патнэм умер 29 мая 1790 года в городе Бруклин, штат Коннектикут и был похоронен на Южном кладбище Бруклина.
В честь генерала был назван город Патнам в штате Коннектикут.

## В культуре
Патнэм появляется в Assassin's Creed III, является одним из персонажей.